# 印尼少棱圓鯡
印尼少棱圓鯡為輻鰭魚綱鲱形目鲱科的其中一種，分布於亞洲印度西南部淡水、半鹹水水域，體長可達6公分，棲息在河川下游及河口區、沿海，可做為食用魚。

## 擴展閱讀
維基物種上的相關：印尼少棱圓鯡